# Erasmus-Mauritius-Tafel

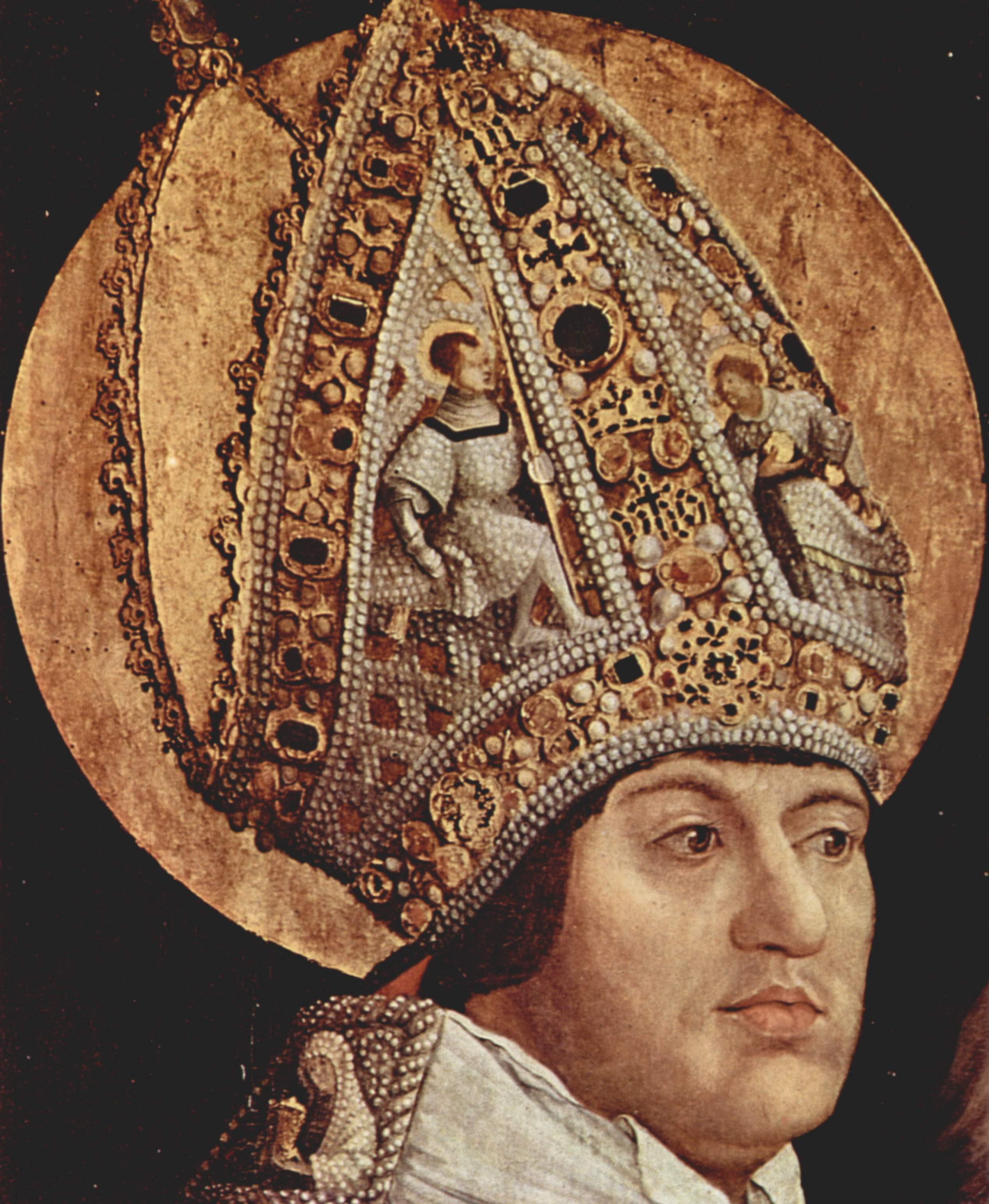
Hl. Erasmus

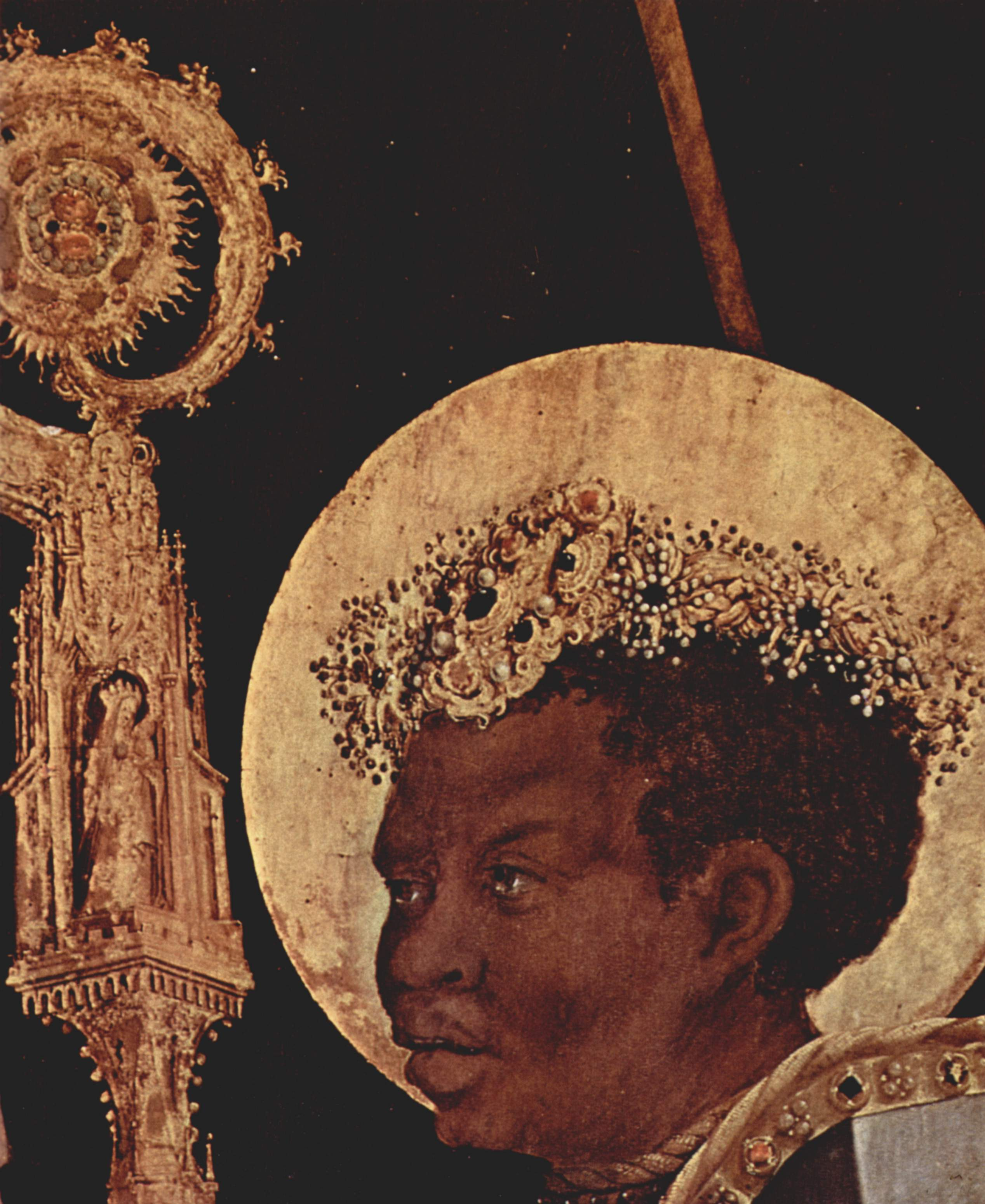
Hl. Mauritius

Die Erasmus-Mauritius-Tafel ist eines der bedeutendsten Werke Matthias Grünewalds. Es entstand zwischen 1520 und 1524 für die umgestaltete und neu geweihte Neue Stiftskirche bei der fürsterzbischöflichen Residenz in Halle (Saale). Nach der Aufhebung des Stifts im Zuge der Reformation wurde die Tafel zusammen mit anderen Kunstwerken nach Aschaffenburg überführt. Heute befindet sich das Gemälde in der Alten Pinakothek in München.

## Bildbeschreibung
Der heilige Erasmus in vollem Bischofsornat ist ein Porträt des Erzbischofs von  Mainz und Magdeburg, Kardinal Albrecht von Brandenburg, der das Bild bei Grünewald bestellt hatte. Die Tafel zeigt eine – unhistorische – Begegnung des heiligen Mauritius, des Anführers der thebaischen Legion, mit dem heiligen Erasmus. Der heilige Mauritius war Patron des Neuen Stifts in Halle, des Erzstifts Magdeburg und des Heiligen Römischen Reichs, der heilige Erasmus Patron des Hauses Brandenburg-Hohenzollern, dem Albrecht von Brandenburg entstammte.
Die Spindel, die Erasmus in der rechten Hand hält, ist das Marterinstrument: Ihm wurden mit einer Schiffswinde die Gedärme aus dem Leib gezogen.

## Hintergrund

### Darstellungsweise
Details wie das Bildwerk der Mitra und die gestickte Halbfigur einer Maria Magdalena auf dem Gewandkragen des Erasmus sind mit der gleichen Sorgfalt wiedergegeben wie die etwas schlaffe Physiognomie der Fürstbischofs. Grünewald erscheint hier nicht als der Maler seelischer Ekstasen, er hat den Auftrag mit artifizieller Perfektion ausgeführt. Für Mauritius, den „Mohren“, stand kein Modell zur Verfügung. Grünewald musste auf eine Mauritiusstatue zurückgreifen.

### Politische Aussage
Albrecht von Brandenburg intensivierte angesichts der heraufziehenden Reformation die Heiligenverehrung als Rückbindung irdischer Personen und Mächte an himmlische Schutzpatrone. Der Identifikation seiner eigenen Person mit dem heiligen Erasmus stehen beim heiligen Mauritius Attribute gegenüber, die ihn mit Kaiser Karl V. in Beziehung setzen: er trägt den Prunkharnisch, den Karl bei seiner Krönung in Aachen im Oktober 1520 getragen und später Albrecht zum Geschenk gemacht hatte, sowie einen edelsteingeschmückten Siegeskranz. So begegnen sich symbolisch der Primas Germaniae und der römisch-deutsche Kaiser, der Schutzherr der Kirche, auf Augenhöhe.